# Ловер-Віндзор Тауншип (округ Йорк, Пенсільванія)
Ловер-Віндзор Тауншип (англ. Lower Windsor Township) — селище (англ. township) в США, в окрузі Йорк штату Пенсільванія. Населення — 7519 осіб (2020).

## Демографія
Згідно з переписом 2010 року, у селищі мешкали 7382 особи в 2862 домогосподарствах у складі 2155 родин. Було 3162 помешкання
Расовий склад населення:
| - 97,2 % — білих - 0,6 % — чорних або афроамериканців - 0,2 % — корінних американців - 0,2 % — азіатів |

До двох чи більше рас належало 1,3 %. Частка іспаномовних становила 1,7 % від усіх жителів.
За віковим діапазоном населення розподілялося таким чином: 22,6 % — особи молодші 18 років, 64,5 % — особи у віці 18—64 років, 12,9 % — особи у віці 65 років та старші. Медіана віку мешканця становила 42,9 року. На 100 осіб жіночої статі у селищі припадало 101,4 чоловіків;  на 100 жінок у віці від 18 років та старших — 99,7 чоловіків також старших 18 років.
Середній дохід на одне домашнє господарство  становив 75 011 долар США (медіана — 53 640), а середній дохід на одну сім'ю — 81 841 долар (медіана — 62 361). Медіана доходів становила 48 256 доларів для чоловіків та 36 274 долари для жінок. За межею бідності перебувало 11,4 % осіб, у тому числі 21,7 % дітей у віці до 18 років та 4,7 % осіб у віці 65 років та старших.
Цивільне працевлаштоване населення становило 3648 осіб. Основні галузі зайнятості: виробництво — 20,5 %, освіта, охорона здоров'я та соціальна допомога — 19,5 %, будівництво — 10,7 %, мистецтво, розваги та відпочинок — 10,0 %.